# Skirsjön (Tuna socken, Småland)
Skirsjön är en sjö i Vimmerby kommun i Småland och ingår i Marströmmens huvudavrinningsområde. Sjön är 3,8 meter djup, har en yta på 0,0874 kvadratkilometer och befinner sig 72 meter över havet.

## Delavrinningsområde
Skirsjön ingår i det delavrinningsområde (637735-152601) som SMHI kallar för Inloppet i Kulltorpasjön. Medelhöjden är 76 meter över havet och ytan är 13,13 kvadratkilometer. Räknas de 9 avrinningsområdena uppströms in blir den ackumulerade arean 126,1 kvadratkilometer. Avrinningsområdets utflöde Marströmmen (Bodaån) mynnar i havet. Avrinningsområdet består mestadels av skog (77 procent) och jordbruk (15 procent). Avrinningsområdet har 0,09 kvadratkilometer vattenytor vilket ger det en sjöprocent på 0,7 procent.